# Sports nautiques

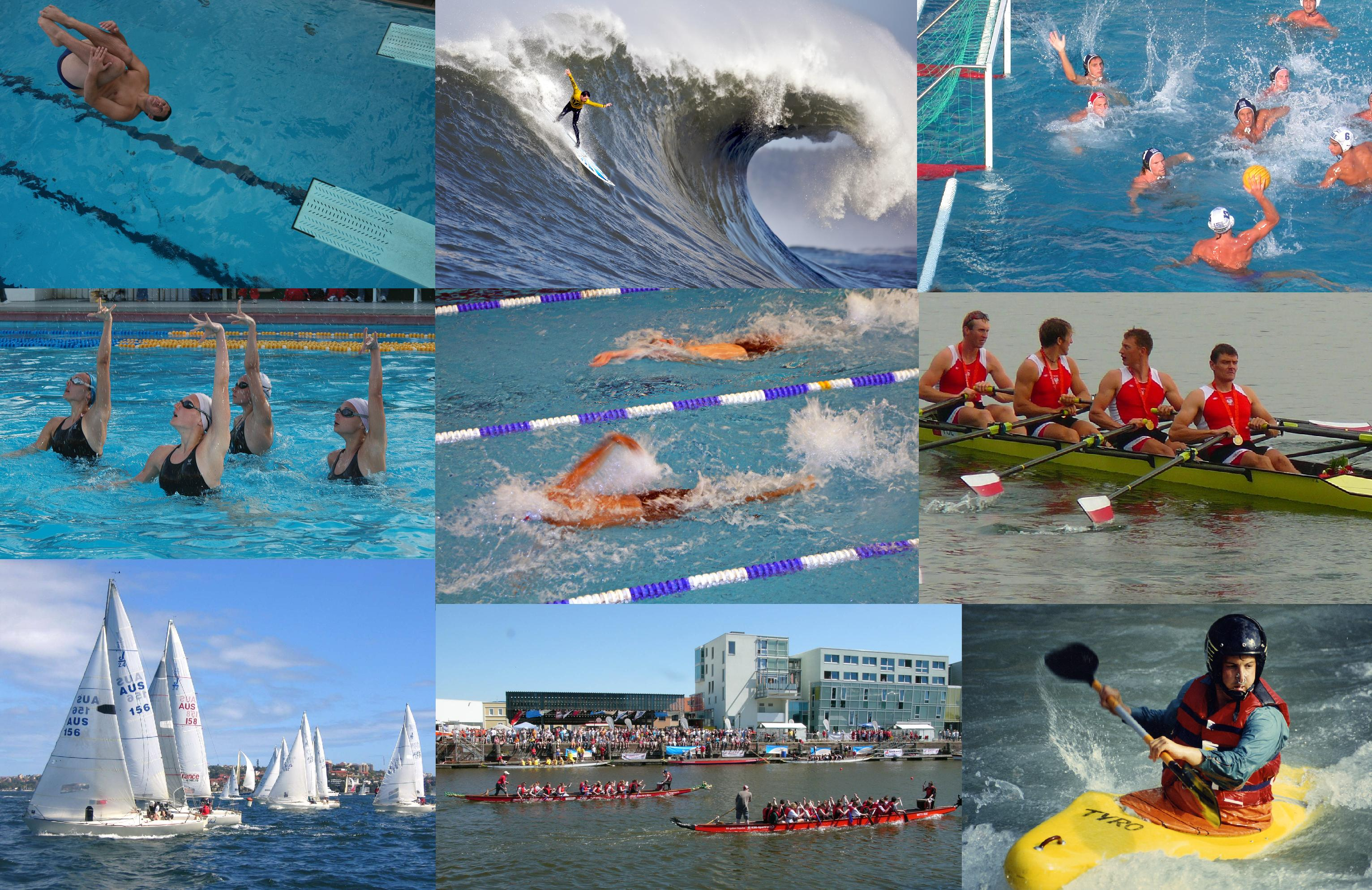
Sports nautiques

On appelle sports nautiques tous les sports qui se pratiquent dans ou sur l'eau. Certains d'entre eux sont des sports olympiques.

## Nautisme
- Aquaskipping
- Aviron
- Barefoot (ou nu-pieds)
- Barque de sauvetage
- Bateau-dragon
- Bodyboard
- Canoë-kayak
- Flyboard
- Joutes nautiques
- Kitesurf
- Kneeboard
- Longe-côte
- Motomarine
- Motonautisme
- Planche à voile
- Rame traditionnelle provençale
- Skimboard
- Ski nautique
- Stand up paddle (abrégé SUP)
- Surf
- Voile
- Wakeboard
- Wakefoil
- Wakeskate
- Wakesurf
- Water-polo
- Wave-ski (ou wave-ski surfing)
- Wing foil

## Sports en piscine et mixtes
- Apnée dynamique
- Apnée statique
- Aquaball (sorte de handball dans 1,30 m d'eau et joué 4 contre 4, origine allemande)
- Aquabiking
- Aquagym
- Hockey subaquatique
- Nage avec palmes
- Natation course
- Natation synchronisée
- Plongeon
- Sauvetage sportif
- Water polo

## Sports en eau libre
- Nage en eau libre
- Pêche sportive
- Plongée sous glace
- Ski nautique
- Snorkeling

## Sports en eau vive
- Canoë-kayak
- Canyonisme
- Nage en eau vive
- Rafting

## Sports subaquatiques
- Apnée (ou plongée libre)
- Chasse sous-marine
- Hockey subaquatique
- Plongée en scaphandre autonome ou (plongée bouteille)
- Rugby subaquatique
- Lutte subaquatique

## Divers
- Aquathlon: sport mêlant nage en eau libre ou piscine et course à pied comprenant une transition
- Mud run: course à pied mêlant obstacles aériens et aquatiques dont dans la boue
- Swimrun: sport mêlant trail et nage en eau libre comprenant plusieurs transitions
- Triathlon: sport mêlant nage en eau libre ou piscine, cyclisme et course à pied comprenant deux transitions
- Wetfun